# Quentin Smith
Quentin Smith (27 d'agost del 1952, Rhinebeck, Nova York) és filòsof i professor universitari de la Universitat de Western Michigan. És molt conegut pel seu treball en les especialitzacions de filosofia del temps, filosofia del llenguatge, filosofia de la física i filosofia de la religió. Ateu. Smith ha publicat més de 140 articles i llibres. És editor de l'editorial Prometheus Books i entre 2001-07 va ser editor en cap de Philo.

## Publicacions
- Theism and Naturalism: New Philosophical Perspectives. (co-editat amb Paul Pistone).
- The Uncreated Universe. (co-editat amb Adolf Grünbaum). Oxford: Oxford University Press, forthcoming.
- Epistemology: New Essays (Editor) Oxford: Oxford University Press, 2008. ISBN 0199264945
- Einstein, Relativity and Absolute Simultaneity. (co-editat amb William Lane Craig). New York: Routledge, 2007. ISBN 0415701740
- Time, Tense and Reference (co-editat amb A. Jokic). Cambridge MA: MIT Press, Octubre 2003. ISBN 0262100983
- Consciousness: New Philosophical Perspectives (co-editat amb A. Jokic). Oxford: Oxford University Press, 2003. ISBN 0199241295
- Ethical and Religious Thought in Analytic Philosophy of Language. New Haven: Yale University Press, 1997. Pp. 264. ISBN 0300062125
- Time, Change and Freedom. (coautor amb L. Nathan Oaklander). New York: Routledge, 1995, pp. 218. ISBN 0415102499
- The New Theory of Time. (co-authored and co-edited with L. Nathan Oaklander). New Haven: Yale University Press, 1994. Pp. 378. ISBN 0300057962
- Theism, Atheism and Big Bang Cosmology. (coautor amb William Lane Craig). Oxford: Oxford University Press, 1993. Pp. 357. ISBN 019826383X
- Language and Time. 1a Edició. New York. Oxford University Press. 1993. pp. 259. ISBN 0195155947
- The Felt Meanings of the World: A Metaphysics of Feeling. Purdue University Press :West Lafayette, 1986. ISBN 0911198768